# ギュスターヴ・ギヨメ
ギュスターヴ・ギヨメ（Gustave Guillaumet、1840年3月20日 - 1887年3月14日）は、フランスの画家である。アルジェリアの風景や人々を描いた「オリエンタリズム」の画家の一人である。

## 略歴
オー＝ド＝セーヌ県のピュトーで生まれた。パリのエコール・デ・ボザールで、フランソワ＝エドゥアール・ピコやルイ＝エルネスト・バリアスに学んだ。1861年から1880年までサロン・ド・パリに出展した。1861年のローマ賞に応募して、2位に終わった。その後、地中海を渡ってアルジェリアに渡った。この旅では、マラリアに罹ってアルジェリアのビスクラの軍の病院で3ヶ月、暮らさなければならなかったが、アルジェリアを気に入り、その後1860年代に10度も旅した。砂漠や砂漠に住む人々を描いた。
代表作とされる『サハラ』が砂漠に、横たわるラクダの骸骨を描き地平線に小さくキャラバンを描いた作品で、1868年のサロンで高い評価を受けた。砂漠地帯で生きる厳しさを表現した作品も多い。1879年からフランスの季刊誌「La Nouvelle Revue」がアルジェリアの風景を掲載し、後に書籍「Tableaux Algériens」として出版され、ギヨメの作品の版画や、ギヨメの素描を基にした挿絵が掲載された。没後の1888年に出版され、作家のウジェーヌ・ムートン(Eugène Mouton)によってギヨメの小伝が添えられた。
1878年にレジオンドヌール勲章（シュバリエ）を受勲した。
同名の息子(Gustave Guillaume:1883–1960、姓の綴りを一部改め、日本ではギュスターヴ・ギヨームと音訳されることが多い)は有名な言語学者になった。

## 作品

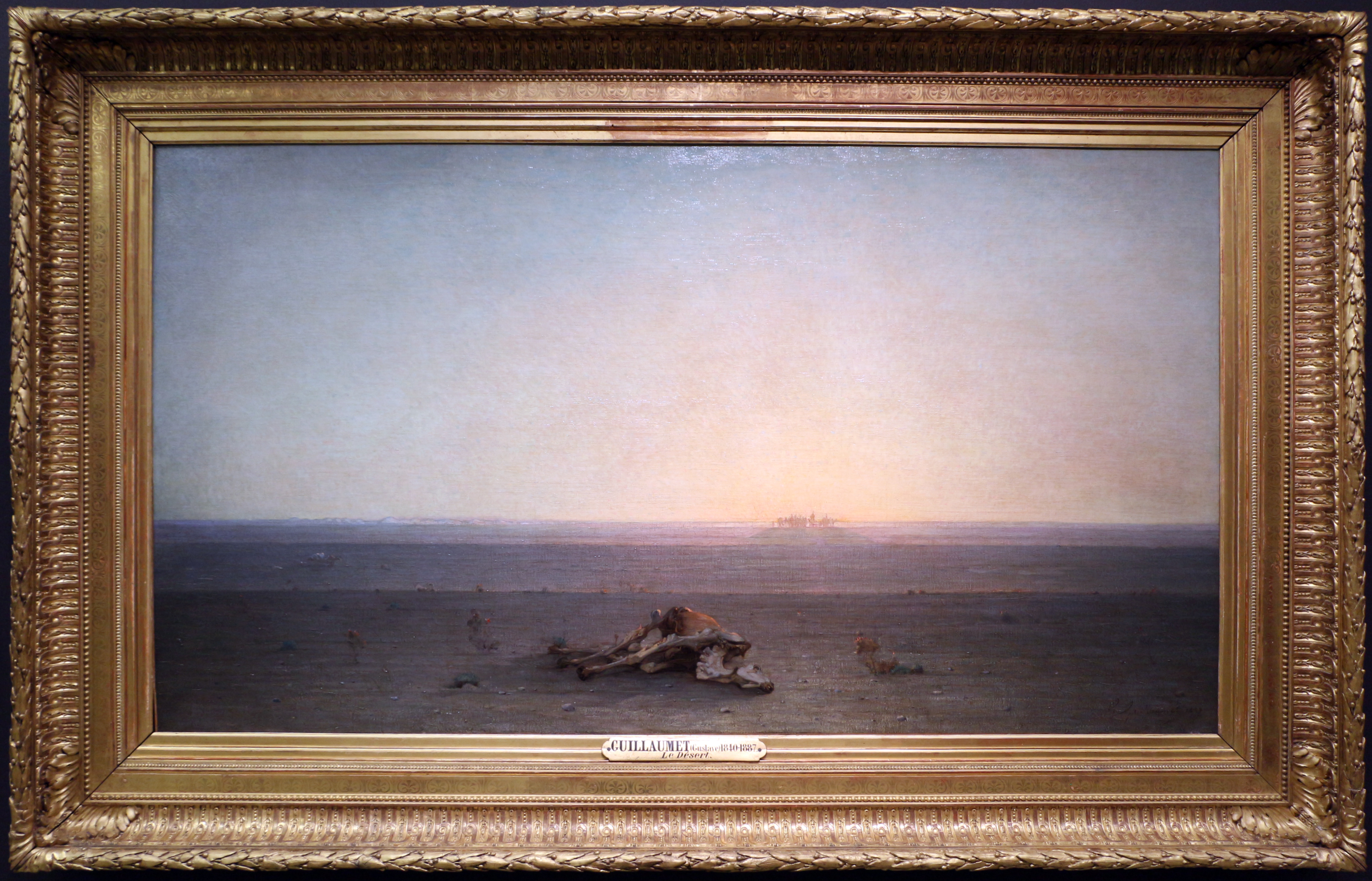
「サハラ」(1867)
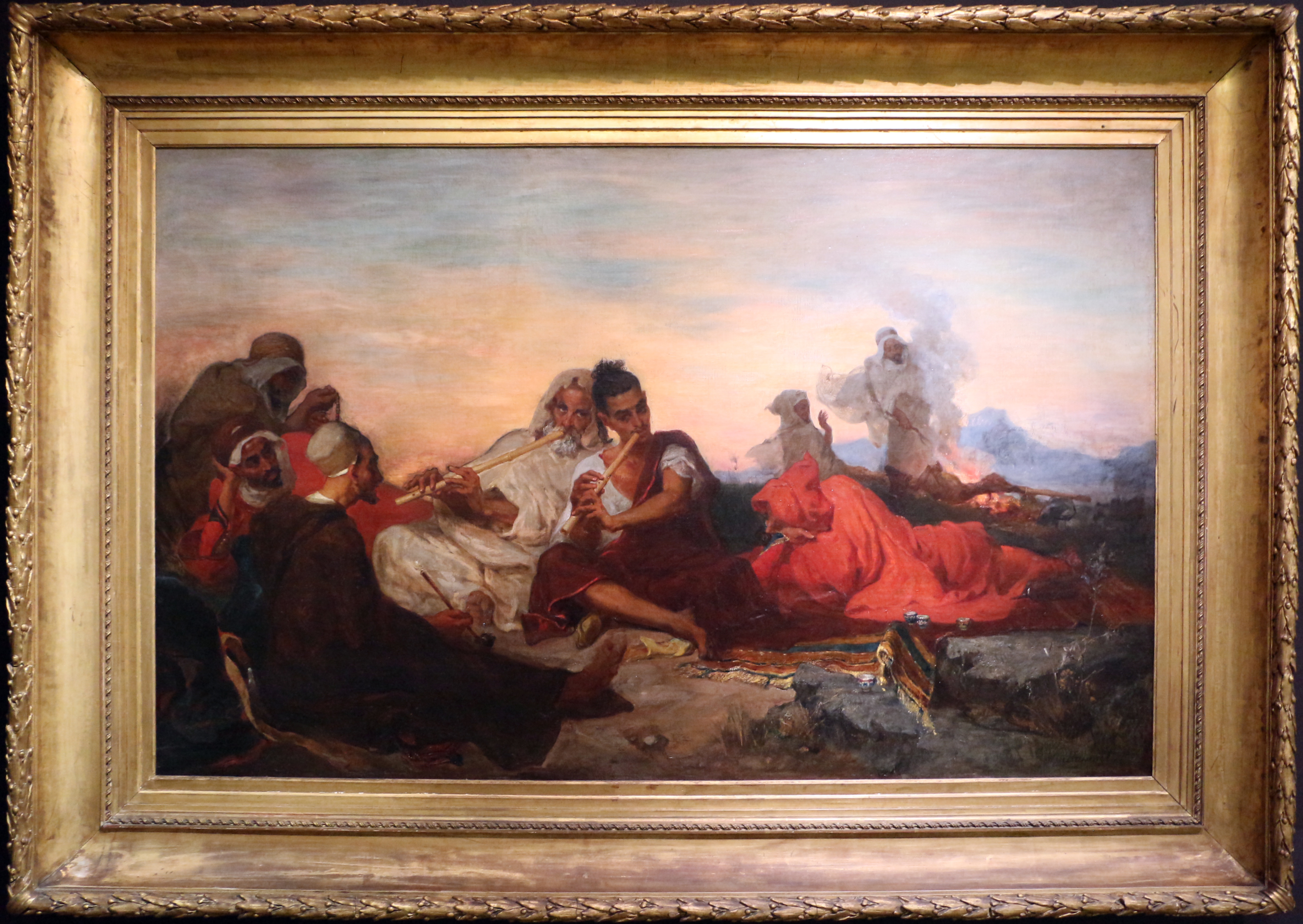
「野営地で笛を吹く人々」(1866)
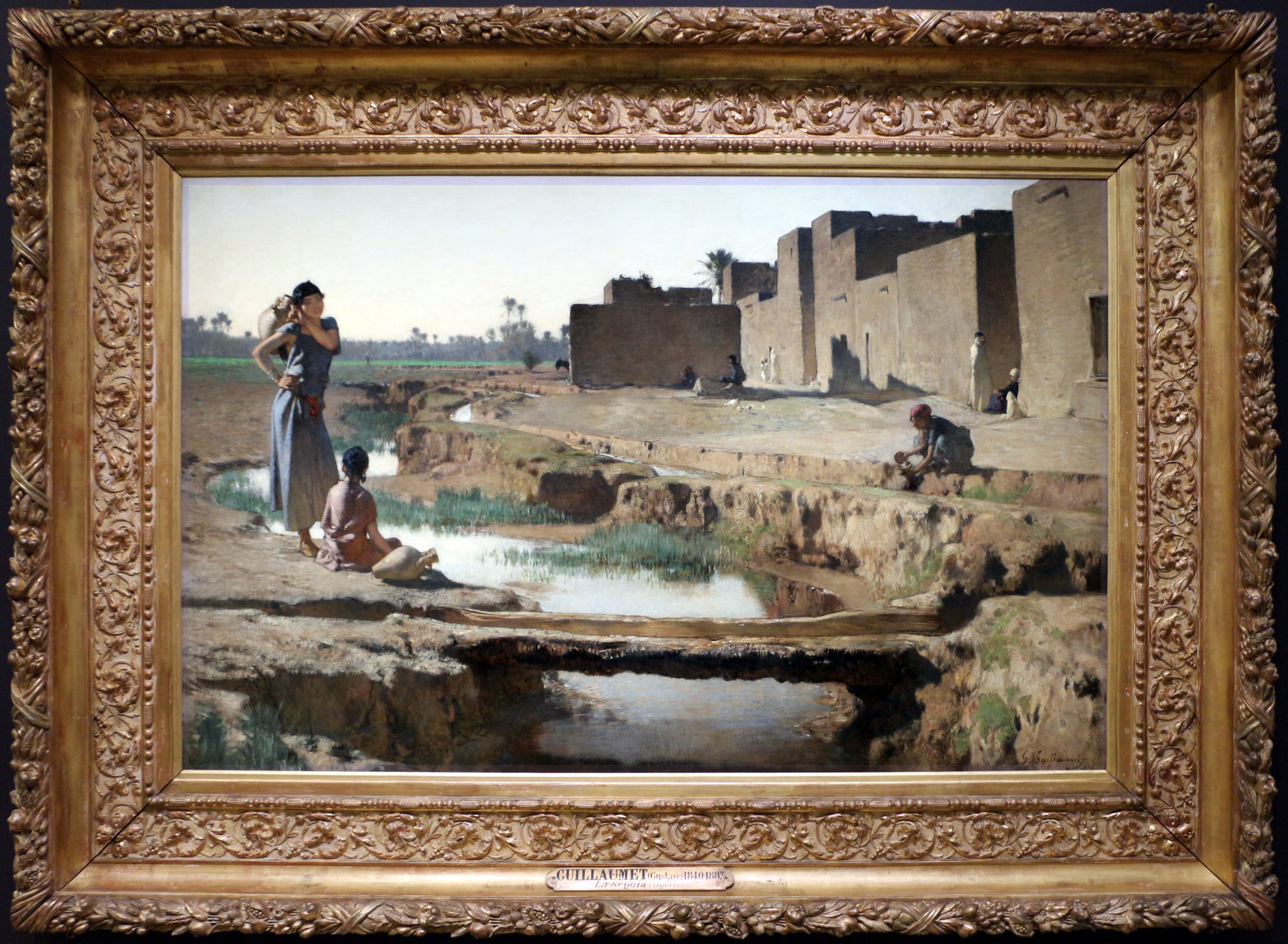
アルジェリアの風景
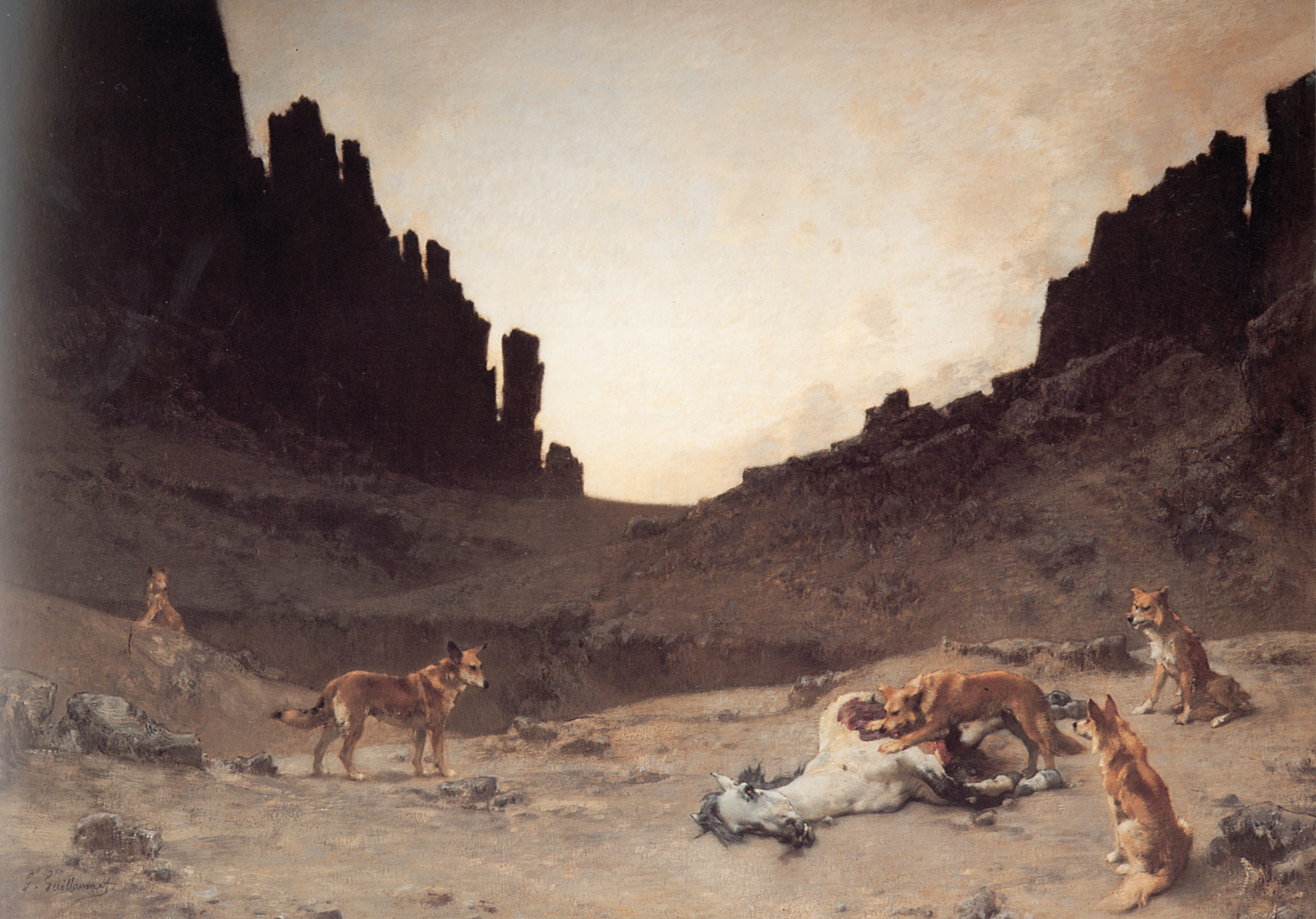
「死んだ馬と野犬」
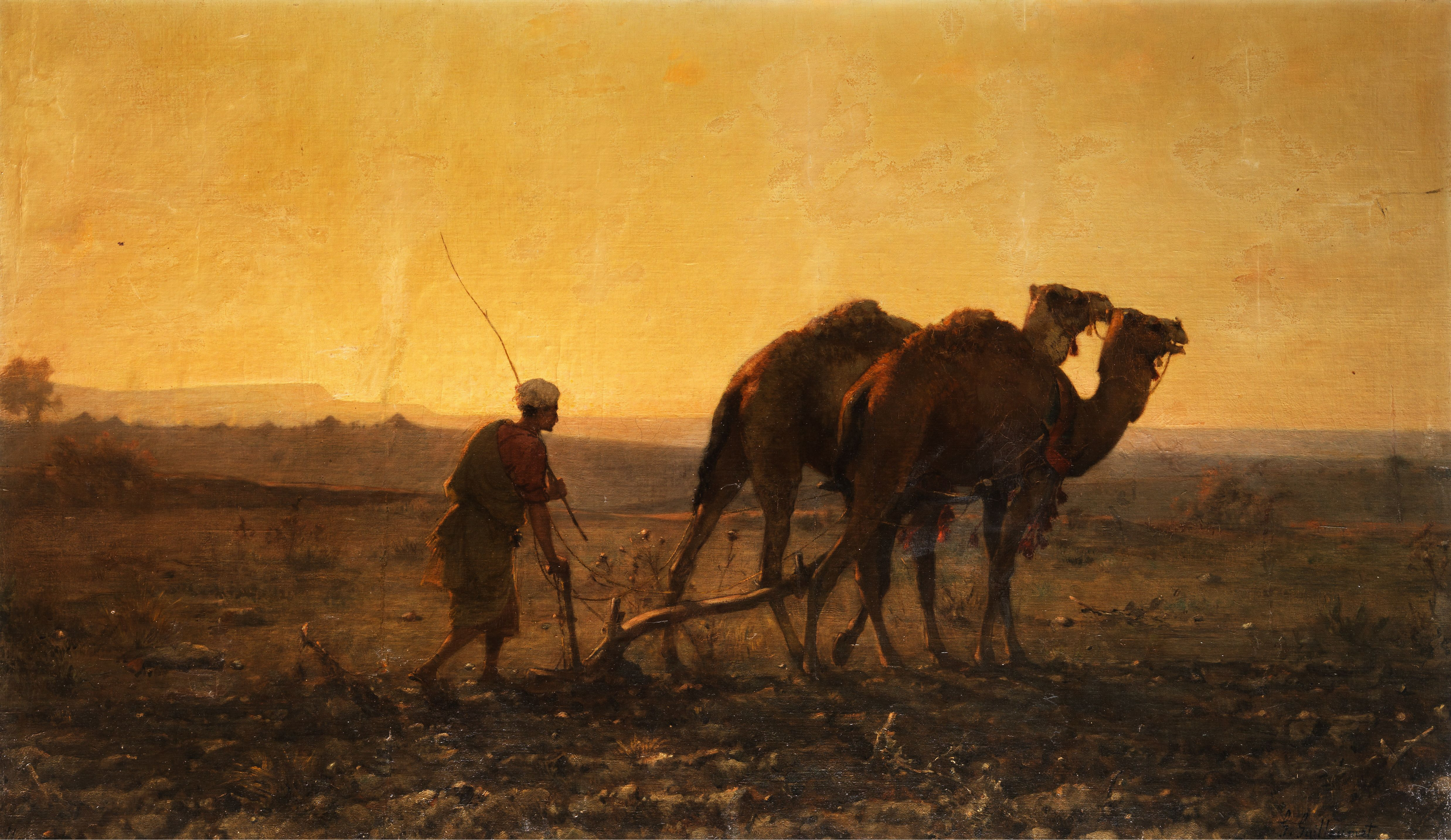
夕暮れにラクダを使って耕す農民
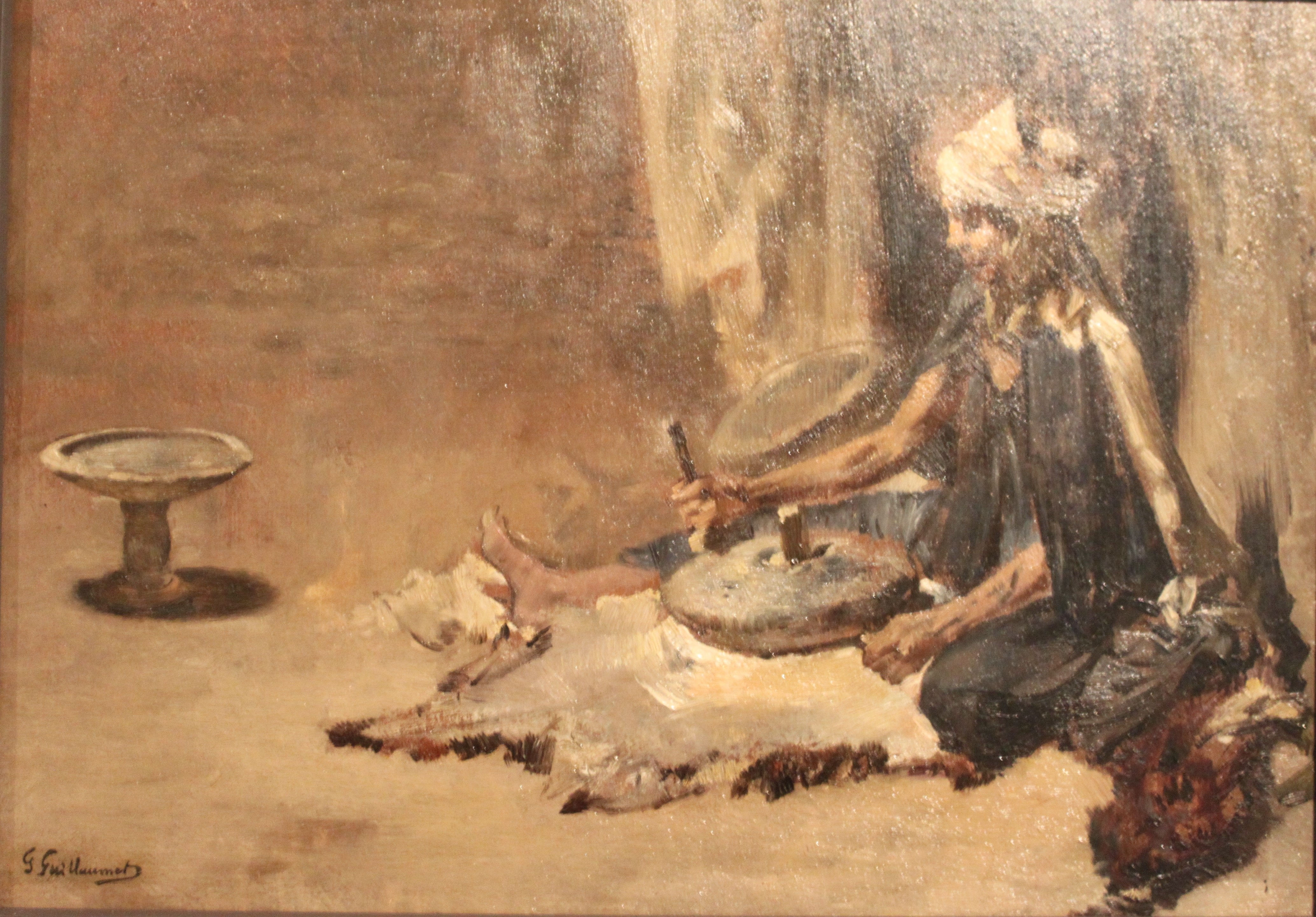
「クスクスを調理する婦人」